# Hilarempis commoda
Hilarempis commoda är en tvåvingeart som beskrevs av Collin 1933. Hilarempis commoda ingår i släktet Hilarempis och familjen dansflugor. Inga underarter finns listade i Catalogue of Life.